# ラジ友
ラジ友（ラジとも）は、大阪のラジオ局FM802で開局時から放送されているラジオ番組ROCK KIDS 802（ロックキッズエイトオーツー）が推奨する「ラジオで広がる友達の輪」、ラジオを一緒に聴いている友達のこと。

## 概要
同じ時間に同じラジオを聞いている友達、ラジオを一緒に聴いている友達、番組へ自分の学校名やクラス、所属クラブなどを添えてリクエスト、放送内ではそれらの情報とともにメッセージ、リクエストを紹介。
ラジオを聞いてそのリクエストをしたリスナーに、学校で直接声をかけたり、メールで連絡をしたりして「ラジ友の輪」を広げていく。
※先生、卒業生がリスナーの場合も「ラジ友」と呼ぶ。
※「ラジ友」は、基本的に年齢は関係ないとされている。
また、お付き合いをし(ラジ友同士でなくても良い)、カップルになった「ラジ友」のことを「酢豚」と呼ぶ。

## 楽曲
2010年春、卒業するROCK KIDS 802リスナー（ラジ友）に向けてROCK KIDS 802のDJ・アシスタントである浅井博章、西田新、大抜卓人、落合健太郎、Seana、ピノが歌うオリジナルの卒業ソング「笑顔」を制作、番組ホームページより期間限定フリーダウンロードで配信された。曲中、短いながら大抜卓人によるギターソロも収録されている。プロデュース、作曲、アレンジは同番組のプロデューサー・ディレクターである塚越隆史。